# Mitologia inuit
La mitologia inuit té molta similitud amb les mitologies d'altres pobles que viuen a les regions polars. Té principis animistes i xamanistes.

## Uns Déus

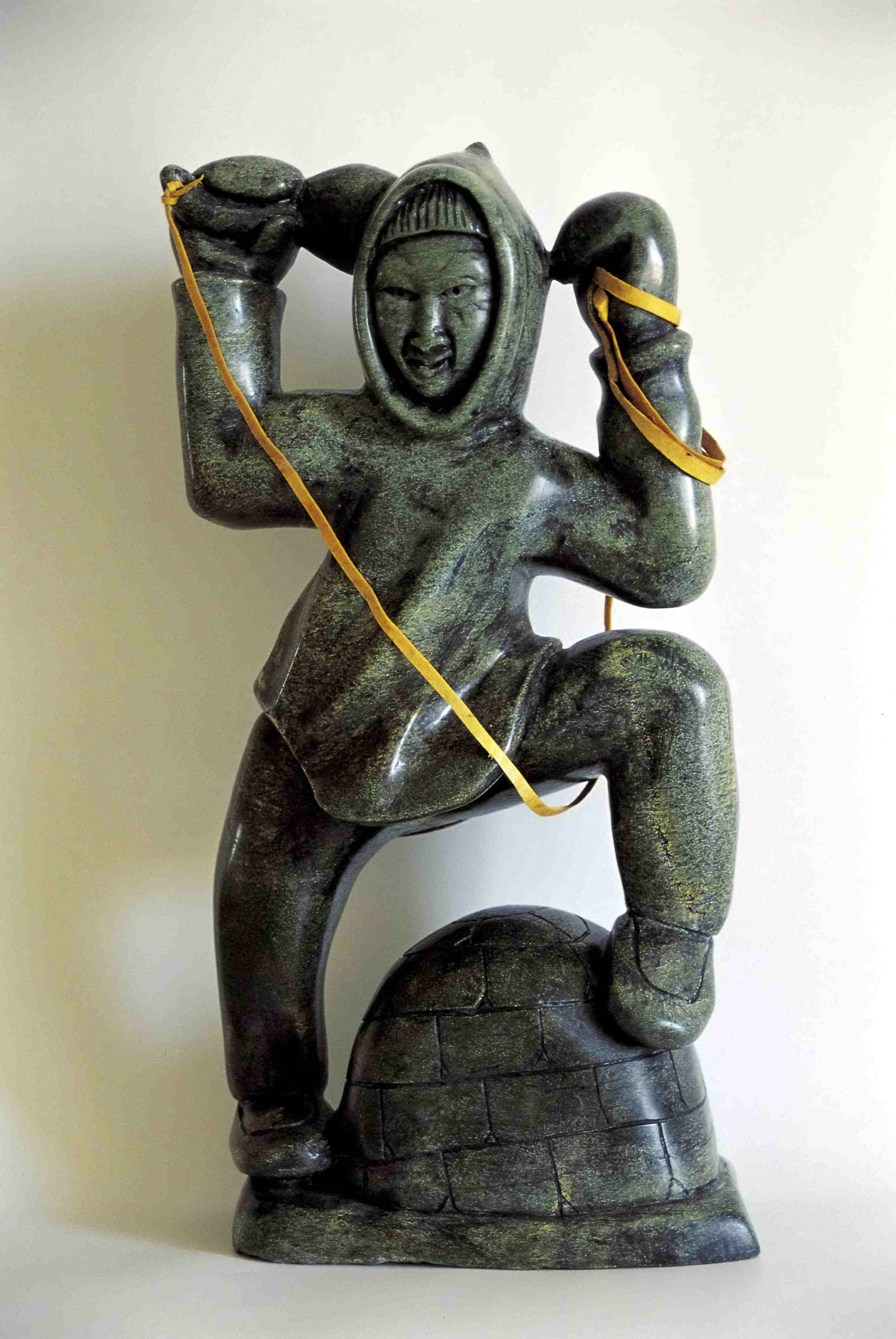
Un gegant destrueix un iglú

- Kaila, déu del cel, del bon i mal temps, creador.[1]
- Sedna, deessa del mar, la mare dels animals del mar, té el seu regne Adlivum al fons del mar[2]
- Qailertetang, la deessa que té cura del animals, caçadors i pescadors. Viu amb Sedna al fons del mar. Als rituals li serveix un xaman masculí vestit de dona.[3]
- Malina, deessa del Sol.[4]
- Anningan, déu de la Lluna.[4]

## Mites

### Mite del caribú i del llop
En els orígens del món, tan sols hi havia un home i una dona, sense cap animal. La dona va demanar a Kaila, el déu del cel, que poblés la Terra. Llavors Kaila li va ordenar que fes un forat en el gel per pescar. Ella el va fer i va anar traient del forat, un a un, tots els animals, l'últim dels quals va ser el caribú. Kaila li va dir que el caribú era el seu regal, el més bonic que podria fer-li, ja que alimentaria el poble.
El caribú es va multiplicar i els fills dels humans van poder caçar-los, menjar la seva carn, teixir els seus vestits i confeccionar les seves tendes. No obstant això, els humans sempre escollien els caribús més bells, els més grans. Un dia, només els van quedar els dèbils i els malalts, motiu pel qual els inuits no en van voler més. La dona es va queixar llavors a Kaila. Ell la va fer tornar al gel i ella va pescar el llop, enviat per Amarok, l'esperit del llop, per tal que es mengés els animals dèbils i malalts amb el fi de mantenir els caribús amb bona salut.

### Mite del sol i de la lluna
El déu-lluna (Anningan) i la deessa-sol (Malina) són germans. Un dia van tenir una disputa terrible, Anningan va intentar violar a la seva germana Malina i ella va començar a córrer  i el seu germà va anar a perseguir-la. Anningan(la lluna)només atrapa Malina (el sol) quan hi ha un eclipse solar.